# Contea di Finney
La contea di Finney in inglese Finney County è una contea dello Stato del Kansas, negli Stati Uniti. La popolazione al censimento del 2010 era di 36 776 abitanti. Il capoluogo di contea è Garden City

## Geografia fisica
Secondo lo United States Census Bureau, la contea ha una superficie di 3375 km² di cui 3372 km² è terra (99.95%) e 3 km² (0,05%) acque interne.

### Contee confinanti
- Contea di Scott (nord)
- Contea di Lane (nord)
- Contea di Ness (nordest)
- Contea di Hodgeman (est)
- Contea di Haskell (sud)
- Contea di Gray (sud)
- Contea di Grant (sudovest)
- Contea di Kearny (ovest)

## Infrastrutture e trasporti

### Strade
- U.S. Route 50
- U.S. Route 83
- U.S. Highway 400
- Kansas Highway 23
- Kansas Highway 156

## Geografia antropica

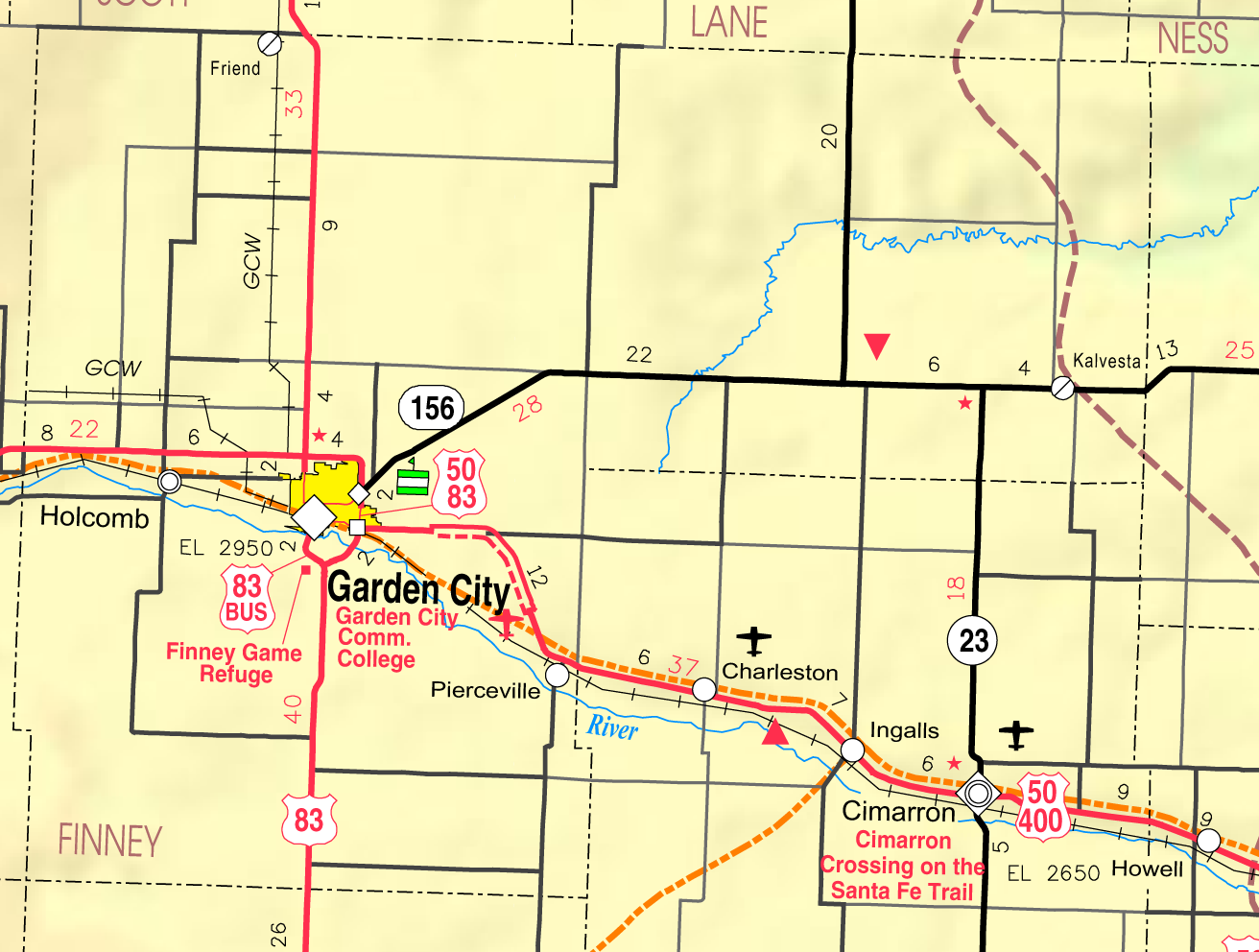
2005 KDOT Map of Kearny County (map legend)

### Città
- Garden City
- Holcomb

### Area non incorporata
- Friend
- Kalvesta
- Lowe
- Mansfield
- Pierceville
- Pitt
- Plymell
- Ritchal
- Rodkey

### Città fantasma
- Amazon
- Eminence
- Essex
- Imperial
- Knauston
- Leeser
- Loya
- Pitt
- Quinby
- Ravanna
- Terryton

### Townships
La contea di Finney è divisa in sette townships. La città di Garden City è considerata indipendente.
- Garden City
- Garfield
- Ivanhoe
- Pierceville
- Pleasant Valley
- Sherlock
- Terry